# Кларкстон (Јута)
Кларкстон (енгл. Clarkston) град је у америчкој савезној држави Јута.

## Демографија
По попису из 2010. године број становника је 666, што је 22 (-3,2%) становника мање него 2000. године.
| Група             | 2000.       | 2010.       |
| Белци             | 657 (95,5%) | 649 (97,4%) |
| Афроамериканци    | 0 (0,0%)    | 0 (0,0%)    |
| Азијати           | 0 (0,0%)    | 1 (0,2%)    |
| Хиспаноамериканци | 15 (2,2%)   | 15 (2,3%)   |
| Укупно            | 688         | 666         |